# Marenbron

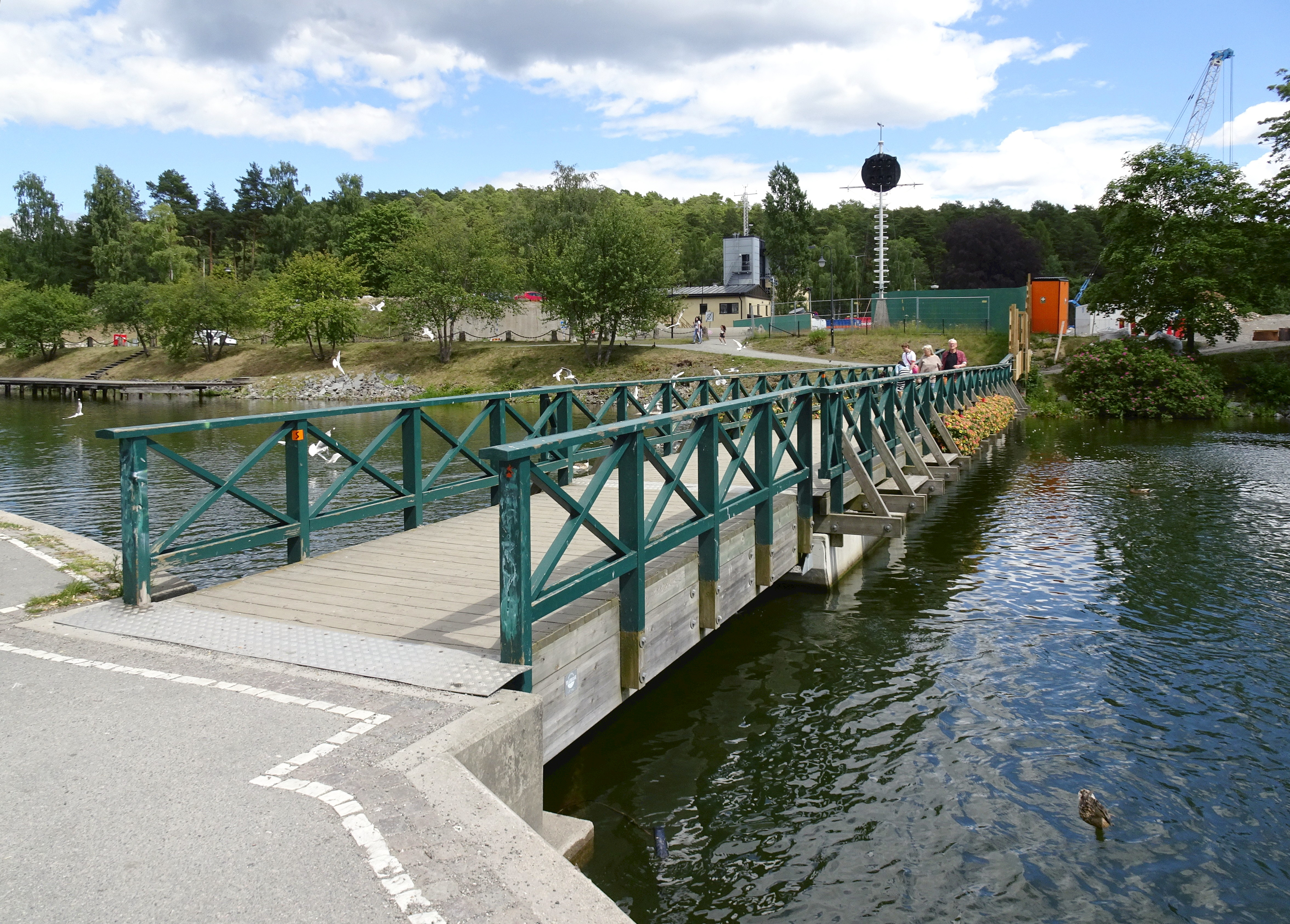
Marenbron, juli 2017.

Marenbron är en gång- och cykelbro mellan Saltsjögatan och Lotsudden över sjön Maren i centrala Södertälje. Tillsammans med Slussbron utgör det den mest centralt belägna förbindelsen mellan stadens östra och västra sida. Mellan 1962 och 1993 fanns här en bilbro.

## Bakgrund

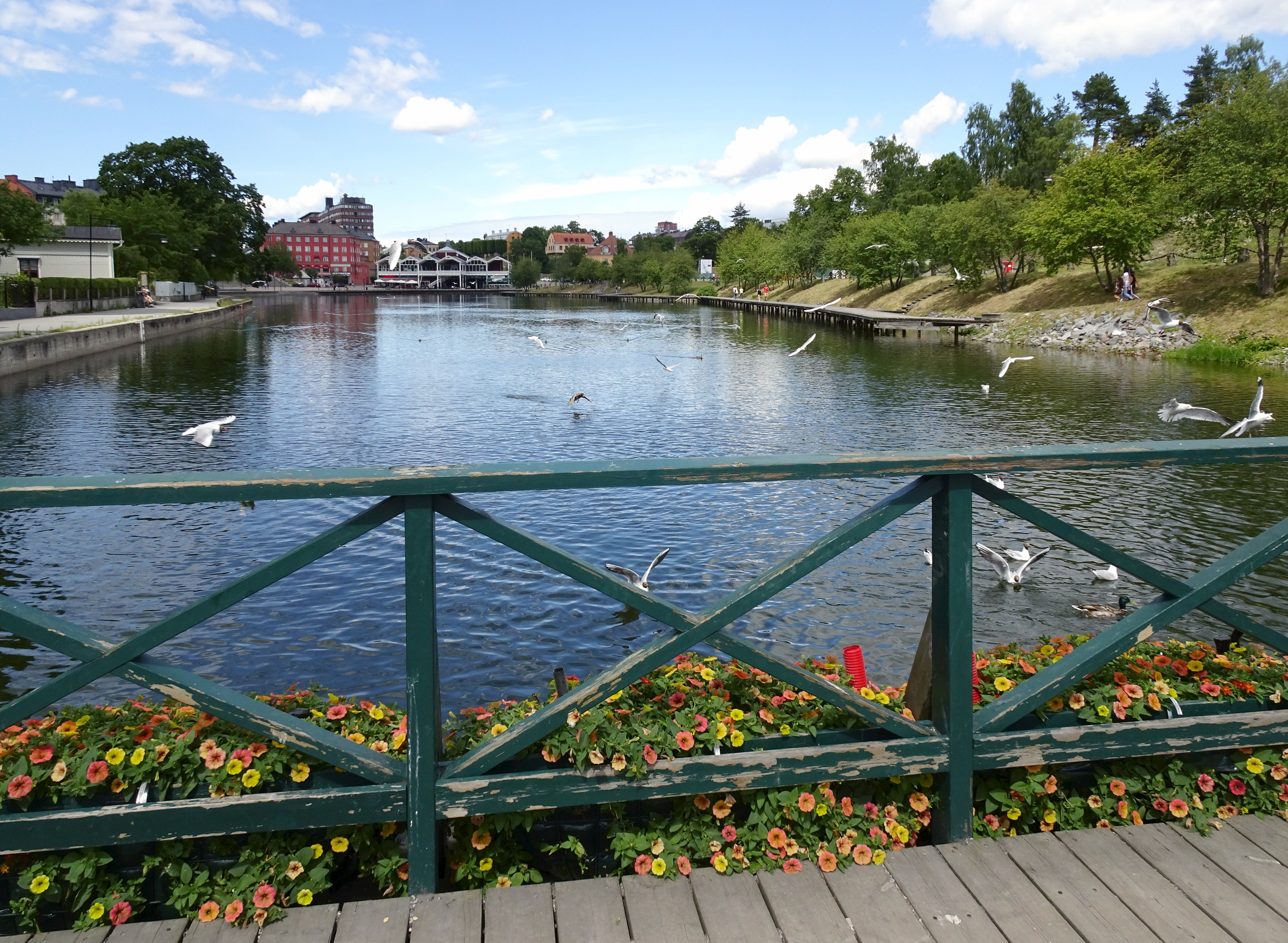
Maren sedd från Marenbron, 2017.

Igenom Södertäljes historia har båttrafiken till inre Maren varit livlig. Marenplan, som tidigare kallades för Stadshamnen, var Södertäljes viktigaste hamn ända fram tills det att Mälarhamnen anlades år 1880. Båttrafiken till inre Maren upphörde inte förrän fredagen den 4 maj 1962, då en bilbro mellan yttre och inre Maren invigdes. Den tvåfiliga brobanan vilade på nedslagna pålar i knippen, en form av dykdalb.Marenbron fick stor betydelse eftersom den avlastade mycket av den lokala trafiken. Avsikten var att denna bro skulle vara ett provisorium, därför underhölls den inte och revs slutligen 1993.
Marenbron ersattes efter flera turer av en mindre gång- och cykelbro. Avsikten var att den skulle lyftas bort under sommarhalvåret, vilket skulle medföra att det fortfarande var möjligt för småbåtar att angöra Marens inre delar. Efter ytterligare turer beslöt man att bron skulle ligga permanent. I kommunens nya planer för innerstaden ingår flera förändringar för Marenområdet. I dessa ingår bland annat ett förslag om att bygga en öppningsbar gång- och cykelbro på platsen, alternativt bygga en bågbro, där det skulle finnas möjlighet för mindre båtar att åka under.
Idag är bron en del av ett mycket populärt promenadstråk runt Maren, bestående av Strandgatan, Marenplan och Lotsudden.

## Folkomröstning
Den 21 september 2003 hölls en lokal folkomröstning bland Södertälje kommuns invånare som fyllt 16 år, där de fick ta ställning till om en ny bilbro skulle uppföras på platsen där det idag ligger en gång- och cykelbro. Kostnaderna för detta beräknades till omkring 40 miljoner kronor. Vid folkomröstningen röstade 56,5 procent nej och 39,4 procent ja, vilket innebar att ingen ny bilbro skulle uppföras. 